# Hadashi de Bara wo Fume
Stepping on Roses (裸足でバラを踏め Hadashi de Bara wo Fume, lit. Stepping on Roses Barefoot) là tập truyện tranh manga Nhật Bản của nữ tác giả Rinko Ueda (上田 倫子). Bộ truyện được phát hành trên tạp chí Margaret vào năm 2007 và kết thúc vào ngày 19 tháng 3 năm 2012. Bộ truyện gồm 57 chương và đã được Shūeisha gom lại thành 9 tập. Bộ truyện đã được nhà xuất bản Viz Media mua bản quyền và phát hành trên tạp chí Shojo Beat ở Bắc Mỹ dưới bản tiếng Anh.

## Cốt truyện
Vào thời Meiji 25 (1892), Sumi Kitamura là một cô gái nghèo khó không có đồng xu dính túi. Cô sống chung với anh trai là Eisuke, một người suốt ngày chỉ biết đánh bài và gạ gẫm phụ nữ. Hơn nữa, Eisuke luôn nhặt những đứa trẻ bị cha mẹ bỏ rơi đem về nhà nuôi. Cũng chính vì thế mà gia đình đã nghèo, nay lại còn nghèo hơn. Khi Tomi, em gái nuôi của Sumi bị sốt, cô đã chạy vạy khắp nơi hòng kiếm được người chịu giúp đỡ cho em gái mình. Tuy nhiên, không một ai động lòng trước hoàn cảnh của mấy chị em mà chỉ nhìn họ bằng ánh mắt khinh miệt. Không một bác sĩ nào thèm chữa trị cho Tomi vì họ biết chắc rằng Sumi sẽ không thể thanh toán được chi phí. Trong cơn tuyệt vọng, khi tất cả mọi thứ dần sụp đổ trước mắt Sumi thì bất ngờ, có một bàn tay chìa ra với một chiếc khăn mùi soa giúp cô lau nước mắt. Người đàn ông tốt bụng còn tặng tiền và khuyên cô hãy luôn mỉm cười. Chưa kịp nói lời cảm ơn thì người đó đã mất hút. Tuy nhiên, sau đó, Sumi phát hiện ra rằng anh trai cô đã mượn tên cô để vay một số tiền lên đến 2000 yên. Ngoài ra, Eisuke còn ve vãn luôn cả vợ của tên chủ nợ. Quá tức giận, tên chủ nợ đòi bắt các em nuôi của cô đem bán. Để cứu các em, Sumi quyết định bán thân để trả nợ. Khi mọi hy vọng của cô dường như tiêu tan vì không ai chịu mua cô với giá 2000 yên thì Soichiro Ashida xuất hiện và đồng ý mua cô. Sau đó, Sumi khám phá ra rằng anh mua cô về để làm... vợ. Tuy nhiên, họ chỉ là vợ chồng trên danh nghĩa để gạt ông của Soichiro nhượng lại cho anh toàn bộ tài sản. Quy định của bản hợp đồng là "cô không được có bất cứ tình cảm nào với anh và rằng anh sẽ không bao giờ yêu cô". Liệu cuộc hôn nhân của họ sẽ đi đến đâu?

## Nhân vật
Sumi Ashida (nhũ danh Kitamura) (北村 純 Kitamura Sumi)
Nhân vật chính của bộ truyện. Ở những tập đầu tiên, Sumi, 15 tuổi, là một cô gái nghèo khó, ở tận cùng đáy của xã hội. Mọi thứ dần thay đổi nhanh chóng khi cô kết hôn với Soichiro. Có thể nói, Sumi là một cô gái tốt bụng nhưng lại rất ghét hoa hồng (do những tổn thương trong quá khứ). Cô khá là cứng đầu nhưng cũng rất ngờ nghệch. Cô là cao thủ chơi cờ shogi, đồng thời cũng là một đầu bếp tài năng. Cô luôn bị đặt trong tình thế khó xử khi phải lựa chọn giữa tình yêu với chồng hờ, Soichiro và Nozomu. Sau này, cô biết được mình chính là Aiko (愛子 Aiko), em gái ruột của Nozomu. Cuối truyện, cô mở một ngôi trường tiểu học và có một cuộc sống hạnh phúc bên cạnh Soichiro và con gái của họ.
Soichiro Ashida (芦田 蒼一郎 Ashida Sōichirō)
Chồng của Sumi. Anh kết hôn với cô để đoạt lấy phần tài sản thừa kế của ông nội. Anh cũng là bạn thời niên thiếu của Nozomu. Soichiro rất sợ lửa bởi vì một tai nạn hoả hoạn đã cướp đi cha mẹ và em trai cùng cha khác mẹ với anh. Nhiều người đồn rằng chính Soichiro là người đã gây ra hoả hoạn. Anh lạnh lùng và có phần ích kỷ, nhưng lại rất quan tâm đến Sumi. Anh đã phải lòng cô, thậm chí là chấp nhận từ bỏ tiền tài và công ty để được ở bên cạnh cô. Nhờ Sumi, anh đã thay đổi rất nhiều, trở thành một người tốt hơn, luôn biết nghĩ cho mọi người. Cuối truyện, Soichiro và Sumi có với nhau một bé gái xinh xắn.
Nozomu Ijuin (伊集院 望 Ijūin Nozomu)
Bạn thời niên thiếu của Soichiro. Nozomu là một họa sĩ tài năng. Anh đã phải lòng Sumi ngay lần đầu tiên anh nhìn thấy cô ở nhà thờ. Nhưng sự thật là anh không thể có được cô. Anh thậm chí đã từng bắt cóc cô để cho riêng mình, nhưng bị Soichiro phát hiện. Anh đồng ý cưới Miu, người mà cha anh sắp đặt nhưng vẫn chỉ nghĩ tới Sumi. Theo mạch truyện, Nozomu dần trở thành nhân vật phản diện. Anh đã dùng mọi thủ đoạn để giành lấy công ty của cha anh cũng như của Soichiro. Sau đó, anh làm cho gia đình của Sumi mất hết nhà cửa, để cô phải tìm đến anh nhờ giúp đỡ. Tuy nhiên, sâu thẳm trong trái tim Sumi, cô vẫn dành một tình cảm đặc biệt không thể thay thế cho Soichiro, mặc cho Nozomu dùng đủ mọi cách để có được cô. Sau này, dù biết Sumi chính là em gái ruột của mình, anh vẫn muốn cưới cô. Khi Soichiro đến phá lễ cưới và mang Sumi đi, Nozomu thất vọng và quay lại với Miu. Cuối truyện, Nozomu và Miu đến một nơi rất xa để Nozomu có thể quên được tình yêu anh dành cho Sumi, để nhớ rằng cô chính là em gái của anh. Cả anh và Miu đều đang mong đợi đứa con đầu lòng của họ ra đời.
Gengoro Komai (駒井 源五郎 Komai Gengorō)
Quản gia trung thành của Soichiro. Anh đã chăm sóc cho Soichiro từ khi Soichiro mới được đưa về nhà Ashida. Komai rời khỏi nhà Soichiro khi Soichiro tin những chuyện bịa đặt của Keiko. Lo sợ phải đối mặt với cha mẹ vì chuyện nghỉ việc, anh đến ở nhà của Sumi, phụ giúp chăm sóc cho mấy đứa nhóc. Sau này, anh trở thành quản gia của Nozomu, mặc dù anh vẫn một lòng trung thành với Soichiro. Cuối truyện, Komai quay trở về làm lại quản gia cho Soichiro và Sumi.
Eisuke Kitamura (北村 英輔 Kitamura Eisuke)
Anh trai của Sumi, là một người mê cờ bạc. Eisuke xin vào làm việc ở công ty của Soichiro để trả tiền thuê nhà trong 10 năm. Anh là một người khá đẹp trai, nhưng lại làm công việc như một trai bao. Eisuke và Sumi không phải là anh em ruột mà anh chỉ nhặt được cô ở một vườn hoa hồng, sau đó đem về nuôi. Lý do mà Eisuke luôn nhặt những đứa trẻ bị bỏ rơi về nhà cho Sumi bởi vì cô từng nói là muốn có thêm nhiều anh chị em hơn nữa. Cuối truyện là hình ảnh, anh đang ôm bé gái của Soichiro và Sumi vào trong lòng.
Miu Ijuin (nhũ danh Fujiwara) (伊集院 美卯 Ijūin Miu)
Vợ của Nozomu cho cha mẹ hai bên sắp đặt. Cô rất muốn trở thành người vợ tốt của Nozomu nhưng anh lại không hề có tình cảm với cô. Lúc đầu, cô là bạn tốt của Sumi, bởi vì cô không biết mối quan hệ lúc trước giữa Nozomu và Sumi. Để Nozomu chú ý đến mình, cô đã dùng mọi cách, kể cả sử dụng loại nước hoa mà Sumi đang dùng. Khi 2 người ở bên nhau, Nozomu đã bất giác gọi tên của Sumi thay vì Miu. Điều đó khiến cho cô nghi ngờ mối quan hệ giữa Nozomu và Sumi. Ở buổi tiệc, mặc cho Miu có chuẩn bị đẹp ra sao, Nozomu vẫn chỉ chăm chăm chú ý đến Sumi. Tức giận, cô đã cầm một bó hoa hồng tấn công Sumi. Gai nhọn trên cành hoa hồng làm Sumi bị thương. Sau đó, cô tra hỏi Nozomu về mối quan hệ giữa anh và Sumi. Nhưng cô không ngờ rằng anh lại thừa nhận tình cảm của mình chỉ dành cho Sumi chứ không dành cho cô. Khi Nozomu dọn ra ở riêng, cô tình cờ thấy được bức tranh Nozomu vẽ Sumi nên tức giận, đã dùng dao rạch nát nó. Sau đó, cô đến câu lạc bộ shogi thông báo với mọi người về một bữa tiệc sẽ diễn ra tại nhà của mình, và mời tất cả mọi người cùng đến dự. Trong bữa tiệc, Nozomu bất ngờ công bố trước mặt mọi người rằng anh sẽ ly hôn với Miu. Căm phẫn, Miu đổ tất cả mọi tội lỗi lên đầu Sumi, rằng cô chính là người gây ra mọi chuyện. Cô dùng dao tấn công Sumi nhưng bị Soichiro và Nozomu ngăn lại. Cô được đưa đến viện dành cho bệnh nhân có vấn đề về thần kinh để nghỉ dưỡng. Khi Sumi đến thăm cô, và bày tỏ mong muốn sẽ làm mọi thứ để chuộc lỗi thì Miu đã bảo Sumi hãy nhảy xuống vách núi. Nhưng Sumi, vì quan tâm đến Miu, đã chấp nhận yêu cầu của cô. Cuối cùng, Miu cũng đã hiểu ra được mọi chuyện, rằng chỉ có mỗi Nozomu đơn phương theo đuổi Sumi, nên cô và Sumi trở lại làm bạn tốt như lúc trước. Cuối truyện, cô và Nozomu làm lành. Họ cùng nhau đi đến một nơi rất xa và đang chờ đón đứa con đầu lòng.
Natsuki Kujo (九条 夏樹 Kujō Natsuki)
Em họ của Soichiro và là phó Chủ tịch ở công ty của anh. Lúc đầu, Natsuki nghi ngờ thân phận của Sumi nên luôn bày mọi cách để tìm hiểu được thông tin về cô. Anh và Nozomu hợp tác với nhau để loại bỏ Soichiro ra khỏi ghế Chủ tịch của công ty. Anh có tình cảm đặc biệt với Keiko, nhưng lại kết hôn với một cô gái quý tộc khác. Anh phát hiện bị Nozomu lừa khi người trở thành Chủ tịch của công ty không phải là anh mà là Nozomu. Sau này, anh quay lại giúp đỡ cho Sumi như một cách để chuộc tội. Cuối truyện, anh đến chúc mừng cho cô trong buổi khánh thành ngôi trường tiểu học mới.
Keiko Kinoshita (木下 桂子 Kinoshita Keiko)
Hầu gái của Soichiro và Sumi. Bề ngoài, cô khá thân thiện và trung thành, nhưng bên trong lại là gián điệp cho Natsuki. Cô có tình cảm đặc biệt với Natsuki nên cô đã tình nguyện giúp anh làm gián điệp theo dõi Soichiro. Gần cuối truyện, cô quay trở về nhà Natsuki. Tuy nhiên, khi anh cầu hôn, cô lại từ chối. Cô phát hiện ra rằng anh không hề có tình cảm với cô, mà chỉ muốn lợi dụng cô. Sau này, cô quay về làm việc trung thành cho Sumi và Soichiro.

### Truyện tranh
Bộ truyện được sáng tác và trình bày bởi nữ tác giả Rinko Ueda. Bộ truyện được phát hành theo kỳ trên tạp chí shōjo manga Margaret năm 2007. Ở buổi hội thảo truyện tranh Anime Expo 2009, nhà xuất bản Viz Media thông báo rằng sẽ mua bản quyền bộ truyện và phát hành ở khu vực Bắc Mỹ dưới bản tiếng Anh.

#### Danh sách các tập truyện
| #  | Phát hành Tiếng Nhật | Phát hành Tiếng Nhật | Phát hành Tiếng Anh | Phát hành Tiếng Anh |
| #  | Ngày phát hành       | ISBN                 | Ngày phát hành      | ISBN                |
| -- | -------------------- | -------------------- | ------------------- | ------------------- |
| 01 | 25 tháng 4 năm 2008  | 978-4-08-846283-7    | 6 tháng 4 năm 2010  | 1-4215-3182-8       |
| 02 | 25 tháng 8 năm 2008  | 978-4-08-846322-3    | 6 tháng 7 năm 2010  | 1-4215-3183-6       |
| 03 | 25 tháng 11 năm 2008 | 978-4-08-846351-3    | Tháng 10, 2010      | 1-4215-3237-9       |
| 04 | 24 tháng 4 năm 2009  | 978-4-08-846398-8    | Tháng 1, 2011       | 1-4215-3593-9       |
| 05 | 25 tháng 3 năm 2010  | 978-4-08-846504-3    | Tháng 4, 2011       | 1-4215-3942-X       |
| 06 | 24 tháng 9 năm 2010  | 978-4-08-846567-8    | 5 tháng 7 năm 2011  | 1-4215-3976-4       |
| 07 | 24 tháng 5 năm 2011  | 978-4-08-846644-6    | 6 tháng 3 năm 2012  | 978-1-4215-4175-4   |
| 08 | 25 tháng 10 năm 2011 | 978-4-08-846707-8    | 2 tháng 10 năm 2012 | 978-1-4215-4313-0   |
| 09 | 24 tháng 4 năm 2012  | 978-4-08-846765-8    | 5 tháng 2 năm 2013  | 1-4215-5080-6       |

### Truyện ngắn
Bộ truyện còn được chuyển thể thành truyện ngắn, phát hành trên tạp chí Cobalt.